# チロエオポッサム
チロエオポッサム（Dromiciops gliroides）は、ミクロビオテリウム目ミクロビオテリウム科チロエオポッサム属に分類される有袋類である。

## 分布
チリ中部から南部固有種

## 形態
体長8 - 13センチメートル。尾長9 - 13.5センチメートル。体重16 - 31グラム。全身は短い体毛で密に被われ、後述する小型の耳介も含め熱の放散を防ぎ冷涼な環境に適応している。背面は明褐色や灰褐色で、灰色の斑点が入る。腹面は淡黄褐色。尾は太く、脂肪を蓄積させることができる。
眼の周囲は輪状に黒い。耳介は小型で丸みを帯びる。聴胞は大型で平たい。
メスには小型の育児嚢があり、その中に4つの乳頭がある。

## 分類
ミクロビオテリウム目は1970年代まで化石群と考えられていたが、本種が分類されると考えられるようになった。ミクロビオテリウム目では唯一の現生種とされる。有袋類はアメリカ有袋大目とオーストラリア有袋大目の二つに大きく分かれるが、チロエオポッサムは南米に生息するもののオーストラリア有袋大目に属する。南米で進化した有袋類は二つの系統に分かれ、一方は地続きだった南極大陸経由でオーストラリア大陸へと渡った。ミクロビオテリウム目はそのうちの南米に残った種の系統と考察されている。

## 生態
冷涼で湿度の高い森林に生息し、竹藪を好む。樹上棲。夜行性。樹洞・倒木や木の根元などに、タケの葉で球形の巣を作る。冬季になると冬眠する。
昆虫などの無脊椎動物を食べると考えられている。飼育下では植物質が強いとする報告例もある。
繁殖様式は胎生。1回に2 - 4匹の幼獣を産む。幼獣は始めは母親の育児嚢で生活するが、ある程度成長すると母親は幼獣を巣に残して活動するようになる。生後2年で性成熟する。

## 人間との関係
生息地では噛まれるとひきつけを起こすなど縁起の悪い動物とみなされることもある。
森林伐採や農地開発による生息地の破壊などにより生息数は減少している。